# Wirkenergie
Die Wirkenergie, auch Wirkarbeit oder Wirkverbrauch, ist in der Elektrotechnik die elektrische Energie, die ein elektrischer Verbraucher aufnimmt und in andere Energieformen umsetzt – üblicherweise in Strahlungsenergie (Beleuchtung), mechanische, thermische oder chemische Energie. Die Wirkenergie ergibt sich aus dem zeitlichen Integral über die Wirkleistung; bei konstanter Leistung entspricht dieses der Wirkleistung multipliziert mit der Dauer der Energieaufnahme.
Für elektrischen Maschinen, die eine gewisse Blindenergie aufnehmen, ist es ausschließlich die Wirkenergie, die in mechanische Energie oder mechanische Arbeit und in thermische Verluste umgesetzt wird.
Für die Aufgabe der Kostenberechnung im Energieversorgungsnetz wird die Wirkenergie gemessen; nur bei Großkunden ist der Aufwand höher. Das Messgerät dafür ist der Energiezähler, wie er in Privathaushalten unter verschiedenen Bezeichnungen bekannt ist. Die SI-Einheit der Wirkenergie ist die Wattsekunde (Einheitenzeichen Ws). Jedoch ist zur Vermeidung großer Zahlen die größere Einheit Kilowattstunde (kWh) üblich.